# Тысячелистник арабский
Тысячели́стник ара́бский (лат. Achillea arabica), ранее — тысячелистник Биберште́йна (Achillea biebersteinii), — многолетнее травянистое растение; вид рода Тысячелистник (Achillea) семейства Астровые, или Сложноцветные (Asteraceae).

## Ботаническое описание
Многолетнее растение. Корнеотпрысковое, травянистое. Высотой от 20 до 40 см, стебли цилиндрические, мохнато-пушистые, серовато-зелёного цвета. Листья перисторассечённые, сидячие, варьируют от линейно-ланцетных до удлиненно-продолговатых, направлены вверх, прямые или серповидно вверх изогнутые, сегменты многочисленные, заметно расставленные, особенно в нижней половине листьев, у основания листья более длинные и полуохватывающие стебель, перисторассечённые или разделенные на 3—4 узкие туповатые линейные или реже ланцетные доли, оканчивающиеся коротким хрящеватым острием, стержень листа узкий, цельный. Бесплоднопобеговые листья дважды перисторассечённые, черешковые.
Корзинки на обычно коротких цветоножках в густых сложных часто неравновысоких щитках. Цветоложе выпуклое или коническое, обёртки от продолговатых до яйцевидных, длинной 3—4 мм, диаметром 2,5—3 мм, листочки обёртки тонкоперепончатые, прицветники продолговатые, реже широколанцетные, короткие, почти вдвое короче трубчатых цветков, тонкоплёнчатые, прозрачные, язычки краевых цветков золотистые или ярко-желтые, в 2—3 раза короче обёртки, округло-почковидные или полуокруглые, 1—1,5 мм длинной, и до 2 мм шириной, наверху усеченные с 3 округлыми неравными зубцами. Семянки около 1 мм длинной, клиновидно-продолговатые, на верхушке закругленные, ребристые.
Цветение в мае — июле, либо в июле — августе; размножение как семенное, так и вегетативное.

## Распространение и среда обитания
Ареал вида — Средняя Азия, Передняя Азия, Иран, Афганистан, Левант, Кавказ, Балканы, европейская часть России (Волгоградская область и Северное Предкавказье).
Степной вид. Светолюбивый, засухоустойчивый, не требовательный к почве. Предпочитает расти на глинистых, каменистых, реже песчаных почвах, по каменистым обнажениям и галечникам, берегам рек в предгорных равнинах, предгорьях и по горным склонам до высоты 3000 м, в степных, лесных и луговых группировках, на пустырях.

## Охранный статус
Включен в Красную книгу Волгоградской области (2017).

## Классификация

### Таксономическая схема
|  |                      |  | | |                       |  | ещё 11 подсемейств, в том числе Barnadesioideae, Cichorioideae (Цикориевые), Mutisioideae, Stifftioideae, Wunderlichioideae | ещё 11 подсемейств, в том числе Barnadesioideae, Cichorioideae (Цикориевые), Mutisioideae, Stifftioideae, Wunderlichioideae |                                                                |  |  |  | ещё 13 подтриб                                             | ещё 13 подтриб                                             |  |  |  |  | 153 подтвержденных вида и 223 вида, ожидающих подтверждения | 153 подтвержденных вида и 223 вида, ожидающих подтверждения |
|  |                      |  | | |                       |  | ещё 11 подсемейств, в том числе Barnadesioideae, Cichorioideae (Цикориевые), Mutisioideae, Stifftioideae, Wunderlichioideae | ещё 11 подсемейств, в том числе Barnadesioideae, Cichorioideae (Цикориевые), Mutisioideae, Stifftioideae, Wunderlichioideae |                                                                |  |  |  | ещё 13 подтриб                                             | ещё 13 подтриб                                             |  |  |  |  | 153 подтвержденных вида и 223 вида, ожидающих подтверждения | 153 подтвержденных вида и 223 вида, ожидающих подтверждения |
|  |                      |  | | семейство Астровые, или Сложноцветные                                                                                                 |                       |  | | | триба Пупавковые, или Антемидеевые                             |  |  |  |                                                            | род Тысячелистник                                          |  |  |  |  |                                                             |                                                             |
|  |                      |  | | семейство Астровые, или Сложноцветные                                                                                                 |                       |  | | | триба Пупавковые, или Антемидеевые                             |  |  |  |                                                            | род Тысячелистник                                          |  |  |  |  |                                                             |                                                             |
|  | порядок Астроцветные |  | | | подсемейство Астровые |  | | | подтриба Ромашковые                                            |  |  |  | Тысячелистник арабский                                     |                                                            |  |  |  |  |                                                             |                                                             |
|  | порядок Астроцветные |  | | |                       |  | | |                                                                |  |  |  |                                                            |                                                            |  |  |  |  |                                                             |                                                             |
|  |                      |  | ещё 10 семейств (согласно Системе классификации APG IV), в том числе Колокольчиковые, Стилидиевые, Гудениевые, Калицеровые, Руссеевые | ещё 10 семейств (согласно Системе классификации APG IV), в том числе Колокольчиковые, Стилидиевые, Гудениевые, Калицеровые, Руссеевые |                       |  | | ещё около двадцати триб, в том числе Астровые и Крестовниковые                                                              | ещё около двадцати триб, в том числе Астровые и Крестовниковые |  |  |  | ещё четыре рода: Ромашка, Анациклус, Двуушник и Гелиокаута | ещё четыре рода: Ромашка, Анациклус, Двуушник и Гелиокаута |  |  |  |  |                                                             |                                                             |
|  |                      |  | | ещё 10 семейств (согласно Системе классификации APG IV), в том числе Колокольчиковые, Стилидиевые, Гудениевые, Калицеровые, Руссеевые |                       |  | | | ещё около двадцати триб, в том числе Астровые и Крестовниковые |  |  |  |                                                            | ещё четыре рода: Ромашка, Анациклус, Двуушник и Гелиокаута |  |  |  |  |                                                             |                                                             |

### Синонимы
Согласно базе данных The Plant List:
- Achillea biebersteinii Afan., 1959, nom. inval.
- Achillea biebersteinii Hub.-Mor., 1975
- Achillea crithmifolia Hampe, 1837, nom. illeg.
- Achillea crithmifolia var. gubinensis Dabrowska, 1982
- Achillea diversifolia Schur, 1866
- Achillea intermedia Freyn, 1891
- Achillea leptophylla K.Koch ex Nyman, 1879, nom. illeg.
- Achillea micrantha M.Bieb., 1808
- Achillea setacea var. filifolia Boiss., 1888
- Chamaemelum crithmifolium (Waldst. & Kit.) E.H.L.Krause., 1905

## Применение
Используется как декоративное растение в цветниках и на альпийских горках. В культуре предпочитает дренированную легкую песчаную или каменистую почву.